# Nabil Fekir
Nabil Fekir (* 18. Juli 1993 in Lyon) ist ein französisch-algerischer Fußballspieler. Der Offensivspieler steht beim Al-Jazira Club unter Vertrag. 2018 wurde er mit der französischen Nationalmannschaft in Russland Weltmeister.

## Karriere

### Vereine
Fekir begann seine Karriere im Alter von sieben Jahren beim Athletic Club Villeurbanne. Von 2001 bis 2003 spielte er beim FC Vaulx-en-Velin, für den er nach Stationen beim SC Caluire Saint-Clair und Olympique Lyon erneut von 2007 bis 2010 aktiv war. Anschließend spielte er ein Jahr für die AS Saint-Priest und kehrte daraufhin in die Jugend von Olympique Lyon zurück.
In Lyon rückte er zur Saison 2013/14 in den Kader der ersten Mannschaft auf. Am 31. August 2013 kam er bei der 1:2-Niederlage beim FC Évian Thonon Gaillard zu seinem Debüt in der Ligue 1. Sein erstes Tor erzielte er am 27. April 2014 zum 2:0 in der 23. Minute beim 4:1-Sieg im Heimspiel gegen den SC Bastia.
Am 8. Juli 2015 verlängerte Fekir seinen Vertrag vorzeitig um ein Jahr bis zum 30. Juni 2020. Anfang September 2015 zog er sich einen Kreuzbandriss zu und fiel ein halbes Jahr aus. Am 8. April 2016 kam er beim 2:0-Auswärtssieg gegen den HSC Montpellier zu seinem ersten Pflichtspieleinsatz nach der Verletzung.
Zur Saison 2019/20 wechselte Fekir für 19,75 Millionen Euro plus möglicher Bonuszahlungen in Höhe von 10 Millionen Euro gemeinsam mit seinem Bruder Yassin in die spanische Primera División zu Betis Sevilla. Er unterschrieb einen Vertrag mit einer Laufzeit bis zum 30. Juni 2023.
Im August 2024 wechselte er in die VAE zum Al-Jazira Club.

### Nationalmannschaft
Am 14. Oktober 2014 kam Fekir bei der 1:4-Niederlage in Schweden zu einem Einsatz in der französischen U21-Nationalmannschaft. Da seine Eltern aus Algerien stammen, er aber in Frankreich geboren und aufgewachsen ist, besitzt er beide Staatsbürgerschaften und wäre für beide Länder spielberechtigt gewesen. Im März 2015 entschied er sich aufgrund der Europameisterschaft 2016 in Frankreich gegen das Heimatland seiner Eltern und für den französischen Fußballverband. Am 26. März 2015 debütierte er bei der 1:3-Testspielniederlage gegen Brasilien in der französischen A-Nationalmannschaft. Sein erstes Tor erzielte er am 7. Juni 2015 bei der 3:4-Niederlage gegen Belgien in Paris. Am 4. September 2015 kam er beim 1:0-Sieg gegen Portugal erstmals in einem Pflichtspiel zum Einsatz.
Im Mai 2018 wurde Fekir in den französischen Kader für die Weltmeisterschaft 2018 in Russland berufen. Im Turnier kam er sechsmal zum Einsatz und wurde mit seiner Mannschaft nach einem 4:2-Finalsieg über Kroatien Weltmeister.

## Erfolge
Nationalmannschaft
- Weltmeister: 2018
- UEFA-Nations-League-Sieger: 2021

Verein
- Spanischer Pokalsieger: 2022
- Spieler des Monats der Ligue 1: Oktober 2017

## Persönliches
Sein jüngerer Bruder Yassin (* 1997) ist ebenfalls Fußballspieler.